# 8834 Anacardium
8834 Anacardium eller 1989 SX2 är en asteroid i huvudbältet som upptäcktes den 26 september 1989 av den belgiske astronomen Eric W. Elst vid La Silla-observatoriet. Den är uppkallad efter Sumakväxter.
Asteroiden har en diameter på ungefär 10 kilometer och den tillhör asteroidgruppen Hygiea.